# Сараконі
Сараконі (груз. სარაქონი) — село в Грузії.
За даними перепису населення 2014 року в селі проживає 740 осіб.